# Clunio brasiliensis
Clunio brasiliensis är en tvåvingeart som beskrevs av Oliveira 1950. Clunio brasiliensis ingår i släktet Clunio och familjen fjädermyggor. Inga underarter finns listade i Catalogue of Life.